# Cheshmeh Sefīd (ort i Kurdistan)
Cheshmeh Sefīd (persiska: كانی كُن, چشمه سفيد, خِيمِه سِفيد, خانِقَين, كانِه كين, خانِه كين, Kānī Kon) är en ort i Iran.   Den ligger i provinsen Kurdistan, i den nordvästra delen av landet, 400 km väster om huvudstaden Teheran. Cheshmeh Sefīd ligger 2 039 meter över havet och antalet invånare är 223.
Terrängen runt Cheshmeh Sefīd är kuperad åt sydväst, men åt nordost är den platt.Runt Cheshmeh Sefīd är det ganska glesbefolkat, med 23 invånare per kvadratkilometer. Närmaste större samhälle är Qojūr, 17,8 km väster om Cheshmeh Sefīd. Trakten runt Cheshmeh Sefīd består i huvudsak av gräsmarker.